# Fuchsin
Fuchsin (též rozalin) je organické barvivo. V pevné podobě jde o krystaly tmavozelené barvy s kovovým leskem, vodné roztoky jsou purpurově červené. Fuchsin je na denním světle nestálý. Užívá se pro desinfekci, barvení mikroskopických preparátů a jako výchozí surovina při výrobě pigmentů. Fuchsin byl syntetizován v 19. století, výrobcem byla francouzská firma Renard. Název je slovní hříčkou s německým překladem jména firmy (renard i Fuchs znamená „liška“) a odkazem na barvu květu fuchsie. Fuchsin se prodával také pod obchodním názvem magenta.

## Historie
Fuchsin byl poprvé syntetizován roku 1858 Augustem Wilhelmem von Hofmannem z anilinu a tetrachlormethanu, ovšem François-Emmanuel Verguin jej objevil ve stejném roce nezávisle na Hoffmanovi také a nechal si jej patentovat.

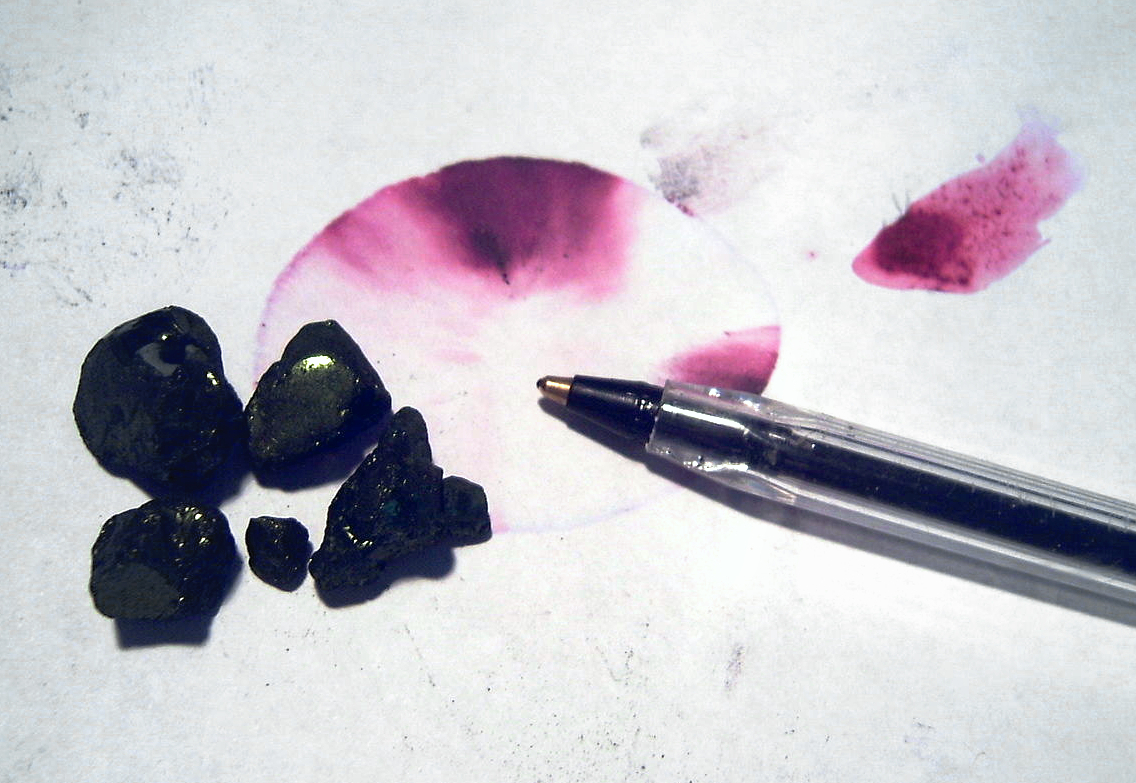
Fuchsin v pevné podobě

## Bezpečnost
Fuchsin je zařazen na seznamu Mezinárodní agentury pro výzkum rakoviny (IARC) 2B, tedy „podezřelý karcinogen pro člověka“.